# Condado de Vilallonga
El condado de Vilallonga es un título nobiliario español creado el 23 de marzo de 1901 por el rey Alfonso XIII de España a favor de Mariano Vilallonga e Ybarra, senador del Reino, diputado a Cortes, gran cruz de la Orden de San Gregorio Magno de la Santa Sede.

## Denominación
Su denominación hace referencia al primer apellido del primer titular.

## Condes de Vilallonga
|                           | Titular                                       | Periodo                   |
| Creación por Alfonso XIII | Creación por Alfonso XIII                     | Creación por Alfonso XIII |
| ------------------------- | --------------------------------------------- | ------------------------- |
| I                         | Mariano Vilallonga e Ybarra                   | 1901-1913                 |
| II                        | José María Vilallonga y de Medina             | 1913-                     |
| ..                        | .                                             |                           |
| ..                        | Mariano Vilallonga y de la Sota               | 1968-                     |
| ..                        | .                                             |                           |
| ..                        | Armelle Rafaela Vilallonga y Fromet de Rosnay | 2002-actual titular       |

## Historia de los condes de Vilallonga
- Mariano Vilallonga e Ybarra, I conde de Vilallonga.

1. Casó con María Josefa de Medina y Garvey, de los marqueses de Esquível, y con Eugenia Lacave y de la Rocha. Le sucedió, en 1913, de su primer matrimonio, su hijo:

- José María Vilallonga y de Medina, II conde de Vilallonga.

1. Casó con María de los Dolores de la Sota y Aburto, hija del V marqués del Llano.

- Mariano Vilallonga y de la Sota, conde de Vilallonga desde 1968, hijo del II conde.

1. Casó con Chistiane Fromet de Rosnay. Le sucedió su hija:

- Armelle Rafaela Vilallonga y Fromet de Rosnay, condesa de Vilallonga desde 2002.

1. Casó con Louis-Paul Daher.